# Établissement de construction et de réparation navale
L'Établissement de construction et de réparation navales (ECRN) est une entreprise algérienne spécialisée dans l'industrie navale de défense et civile.

## Activités

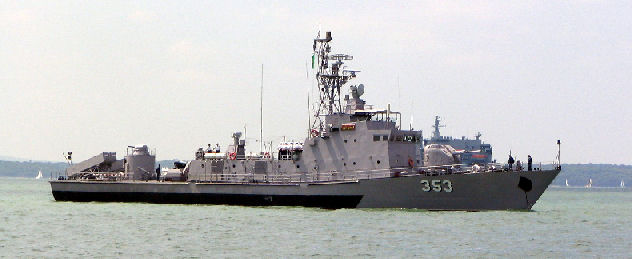
La corvette El Kirch de classe Djebel Chenoua en 2006

L'ECRN est spécialisée dans la construction de navires pour le secteur militaire et civil tels que les  navires militaires, les chalutiers de 12 m, les sardiniers de 16 m, les vedettes de servitude de 12 m, les remorqueurs de 800 cv, les patrouilleurs rapides de 37.5 m, remorqueurs de 800 à 1 500 cv, les barges, les docks flottants de 500 tonnes.

## Implantations
L'ECRN dispose de 5 implantations en Algérie :
- Mers el-Kébir
- Annaba
- Béni Saf